# Arsenal de Lorient
Pour les articles homonymes, voir Arsenal (homonymie).
L'arsenal de Lorient désigne une série d'installations industrielles situées le long du Scorff dans les villes de Lorient et de Lanester, dans le Morbihan, en France.
Il produit notamment des navires de guerre pour le compte de marines militaires.

## Histoire
En 1666, la Compagnie française des Indes orientales commence la construction de l'enclos du port. Une corderie de 300 mètres de long est construite en 1676. En 1688, les chantiers sont réquisitionnés par la marine royale lors de la guerre de la Ligue d'Augsbourg. En 1733, la Compagnie des Indes construit des magasins généraux destinés à l’armement et au désarmement des navires. En 1755, l'arsenal commence à se développer à l'est du Scorff et ouvre trois cales à Lanester, qui dépendait alors de Caudan. Le 21 avril 1793, un incendie détruisit une partie des bâtiments, la voilerie, ainsi que des bureaux d'archives et d'armement. 
La grande forme de la rive gauche est construite entre 1912 et 1923.
La préfecture maritime, incendiée lors des bombardements américains de 1943, a été reconstruite en 1956 et baptisée Hôtel Gabriel en l'honneur de son architecte Jacques Gabriel (1667-1742).

## Navires notables
Le 12 juin 1770, la frégate Duc de Praslin débarque un rhinocéros indien destiné à la ménagerie royale. Son transport vers Versailles dura quinze jours. 
Le 28 avril 1861, la Couronne première frégate cuirassée à coque intégrale en fer française, est lancée depuis la rive gauche du Scorff. Elle est propulsée par une machine à vapeur mettant en mouvement une hélice et par 1 621 m2 de voilure.

Elle suit les traces de la première frégate cuirassée de l'histoire : la Gloire, conçue par Henri Dupuy de Lôme, originaire de Ploemeur. La Gloire était, elle, constituée d'une coque en bois recouverte d'une cuirasse en fer mais elle suscitât une nouvelle course à l'armement naval en Europe et dans le monde et conduisit à la construction du HMS Warrior, première frégate cuirassée à coque intégrale en fer de l'histoire, lancée par l'Angleterre quelques mois seulement avant la Couronne, le 29 décembre 1860.

### Webographie
- Gérard Le Bouëdec, « Les ouvriers de l'arsenal au XIXe siècle », sur Société d'archéologie et d'histoire du pays de Lorient, 9 avril 1994 (consulté le 20 septembre 2018).